# Konrad-Adenauer-Allee (Cuxhaven)

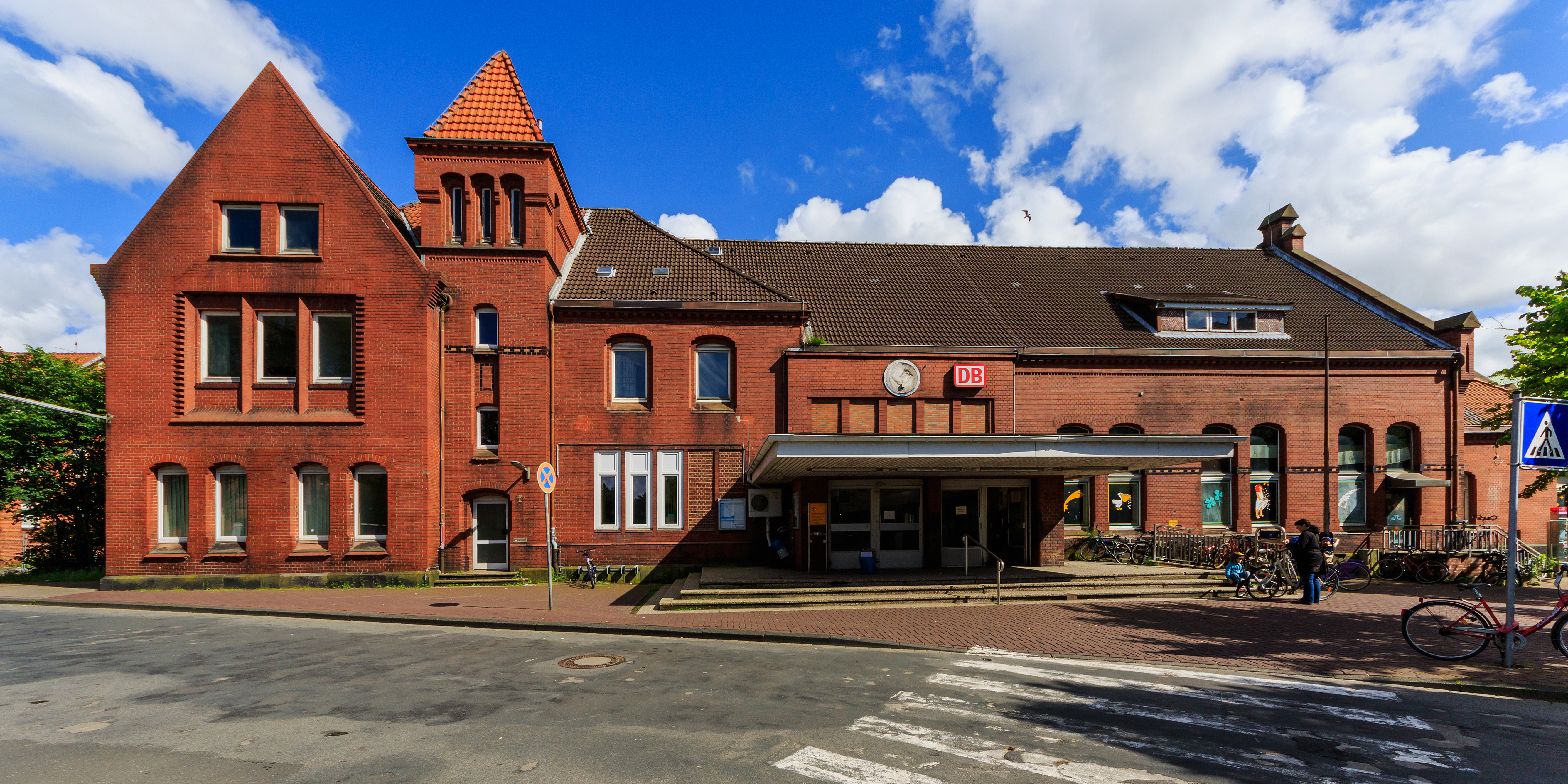
Bahnhof Cuxhaven

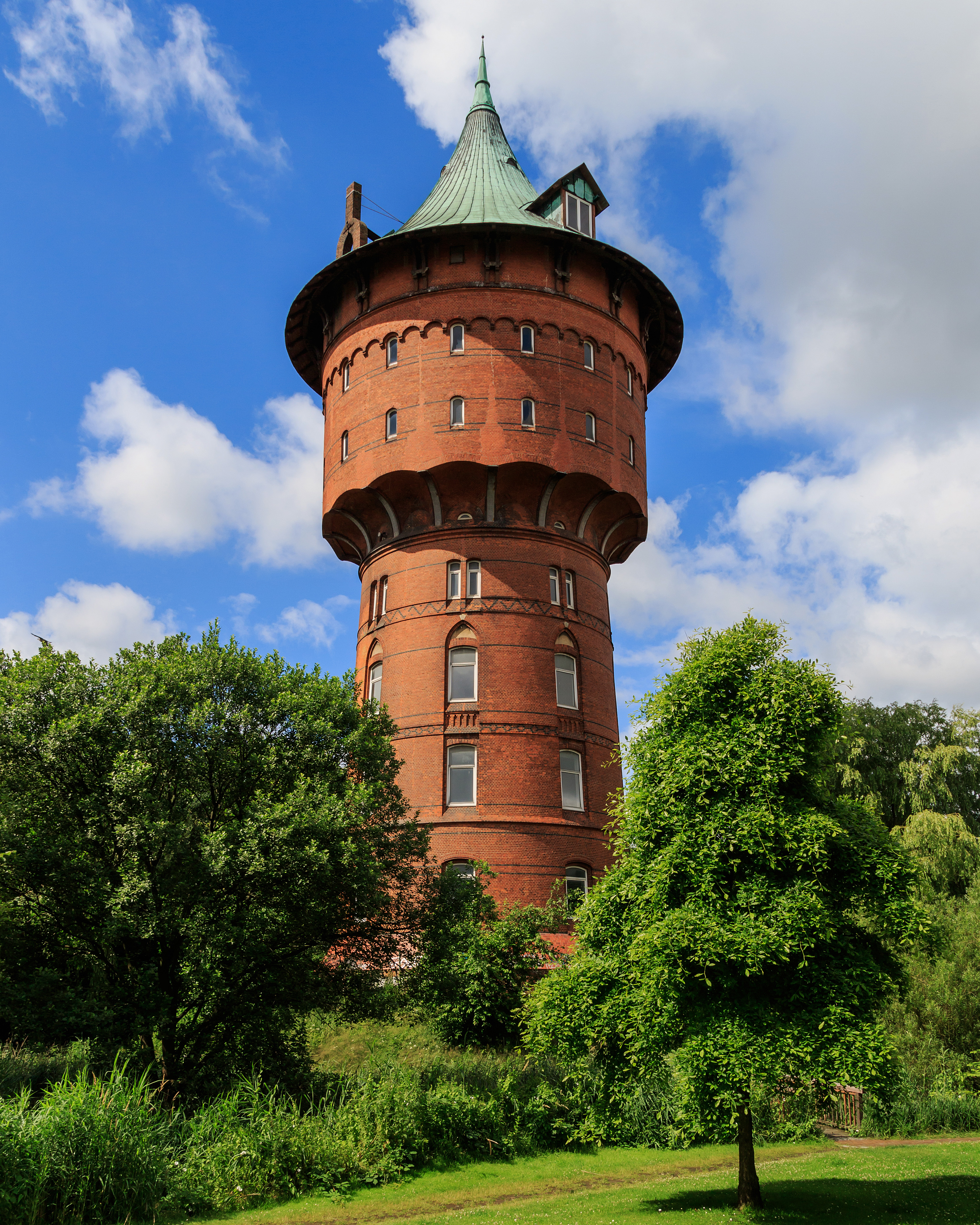
Wasserturm Cuxhaven

Die Konrad-Adenauer-Allee in Cuxhaven ist eine ca. 1,8 km lange Hauptverkehrsstraße für die Stadt. Sie führt als Bundesstraße 73 in Ost-West-Richtung von der Meyerstraße / Große Hardewiek bis zur Poststraße.

## Nebenstraßen
Die Neben- und Anschlussstraßen sind benannt als Meyerstraße nach dem Leiter der Hamburger Baubehörde Franz Andreas Meyer (1837–1901), Große Hardewiek nach den niederdeutschen Worten Harde = Hirte und Wiek = Siedlung, Bahnhofstraße, Am Bahnhof, Kapitän-Alexander-Straße 1948 nach dem Fischdampferkapitän Karl Alexander (1890–1940, umgekommen im KZ), Deichstraße nach dem ursprünglichen Verlauf am westlichen Hafenobdeich, Mühlenweg nach der 1894 abgebrochenen Mühle, Wilhelm-Heidsiek-Straße 1948 nach dem Verlagsleiter des Cuxhavener Volksblattes Alte Liebe (1888–1944, umgekommen im KZ), Friedrich-Carl-Straße nach den Vornamen des Uhrmachers Heinrich Friedrich Ritzmann und des Kaufmanns und Spediteurs Carl Hüne, Karl-Olfers-Platz 1966 nach dem Oberbürgermeister Karl Olfers (1888–1968) (bis 1933 Platz der Republik, dann bis 1945 Franz-Seldte-Platz), Elfenweg 1927 nach den Bewohnerinnen des Frauen- und Ledigenheimes für Arbeiterinnen in der Fischindustrie, Werner-Kammann-Straße 1985 nach dem Oberbürgermeister (1919–1984) (früher Straße Am Bauhof) und Poststraße nach der bis 2000 ansässigen Post.

## Geschichte

### Name
Die Straße wurde 1983 benannt nach Konrad Adenauer (1876–1967), Jurist, Politiker (Deutsche Zentrumspartei, CDU), von 1949 bis 1963 erster Bundeskanzler der Bundesrepublik Deutschland. Er war von 1917 bis 1933 Oberbürgermeister von Köln, ab 1918 Mitglied im Preußischen Herrenhaus und von 1921 bis 1933 Präsident des Preußischen Staatsrats sowie 1945 Mitgründer der CDU und deren Vorsitzender von 1950 bis 1966.

### Entwicklung
Bis Anfang der 1980er Jahre lief die Hauptroute im Innenstadtbereich von der Meyerstraße über Bahnhofstraße, Kämmererplatz und Poststraße zum Karl-Olfers-Platz; am Kämmererplatz begann die Bundesstraße 73 als traditionelle Hauptroute Richtung Hamburg. Die Straße war im Innenstadtbereich zweispurig und galt als überlastet. Bis 1983 wurde daher die neue vierspurige Route angelegt. Gleichzeitig wurde ein neuer Omnibusbahnhof am Bahnhof eingerichtet; die Poststraße wurde am Karl-Olfers-Platz abgebunden.
Verkehrlich wird die Straße durch die Buslinien 1002 bis 1008, 1010 1018 1020 1021 1023 1024 und 1027 der KVGam Bahnhof/ZOB erreicht sowie durch die Regionalbahn RB 33 und den Re 5 am Bahnhof.

## Gebäude, Anlagen (Auswahl)
An der Straße stehen zumeist dreigeschossige Gebäude. Die mit D gekennzeichnete Häuser stehen unter Denkmalschutz. Die an der Straße stehenden Gebäude wurden zumeist als Hausnummer den jeweiligen Querstraßen zugeordnet.
- Zweigeschossiger Bahnhof Cuxhaven von 1898
- Große Hardewiek bis Bahnhofstraße: Wohn- und Geschäftshäuser
- 48 Meter hoher Wasserturm Cuxhaven von 1897 D und Parkanlage
- Nr. 1: Neubau des Jobcenters Cuxhaven
- Nr. 2: Einkaufszentrum und Apotheke
- Kapitän-Alexander-Straße Nr. 1: Zwei- und dreigeschossiger Neubau aus den 2000er Jahren für die Stadtbibliothek
- Landwehrkanal
- Am Schleusenpriel Nr. 2: Geschäftshaus der Niedersachsen Ports GmbH
- Deichstraße Nr. 12a: Zweigeschossiges Amtsgericht Cuxhaven von 1904 D
- Grünanlage mit Verkehrsübungsplatz für Radfahrer und Fußgänger
- Werner-Kammann-Straße Nr. 1: Sechsgeschossiges  Wohn- und Geschäftshaus von um 1929 D